# Koda Kumi Driving Hit's
Albums de Kumi Kōda
Trick
(2009) Universe
(2010)
Remix par Kumi Kōda
Koda Kumi Driving Hit's 2
(2010)
Compilations par Kumi Kōda
Out Works and Collaboration Best
(2009) Best ~Third Universe~
(2010)
Koda Kumi Driving Hit's est le 1er album remix de Kumi Kōda, sorti sous le label Rhythm Zone le 25 mars 2009 au Japon. Il atteint la 7e place du classement de l'Oricon. Il se vend à 52 878 exemplaires la première semaine, et reste classé pendant 21 semaines, pour un total de 66 346 exemplaires vendus. Il sort le même jour que la compilation Out Works and Collaboration Best, et la dépasse au niveau des ventes. Ce CD a été entièrement remixé par le duo House Nation.

## Liste des titres
| 1.  | Lady Go!                                          | 4:02 |
| 2.  | Come Over (Caramel Pod Club Mix)                  | 5:24 |
| 3.  | Koi no Tsubomi (Shohei Matsumoto Remix)           | 3:46 |
| 4.  | Crazy 4 U (World Sketch Remix)                    | 6:10 |
| 5.  | Real Emotion (House Nation Sunset in Ibiza Remix) | 4:56 |
| 6.  | But (Mitomi Tokoto Big Room Remix)                | 5:00 |
| 7.  | Get Up & Move!! (Pink Chameleons Remix)           | 4:16 |
| 8.  | Butterfly (Prog5 Mirrorball Remix)                | 4:33 |
| 9.  | Cutie Honey (House Nation Sunset in Ibiza Remix)  | 4:32 |
| 10. | Taboo (House Nation Sunset in Ibiza Remix)        | 4:43 |
| 11. | Run for Your Life (Kaskade Remix)                 | 3:18 |
| 12. | Sora (Yukihiro Fukutomi Remix)                    | 4:27 |
| 13. | Anytime (FreeTempo Remix)                         | 4:05 |
| 14. | Ai no Uta (The Standard Club Piano Dance Remix)   | 5:02 |
| 15. | Color of Soul (DJ Kanbe & Leisure Central Remix)  | 3:48 |
| 16. | TAKE BACK (Sunset in Ibiza Remix)                 | 3:26 |
| 17. | Driving                                           | 4:23 |